# إيان موير
إيان موير (بالإنجليزية: Ian Muir)‏ هو لاعب كرة قدم بريطاني في مركز الهجوم، ولد في 5 مايو 1963 في كوفنتري في المملكة المتحدة. لعب مع برايتون أند هوف ألبيون وبرمنغهام سيتي ودارلينجتون إف سى وسويندون تاون وكوينز بارك رينجرز ونادي بيرنلي ونادي ترانمير روفرز.

## وصلات خارجية
- إيان موير على موقع قاعدة بيانات كرة القدم.إي يو (الإنجليزية)
- إيان موير على موقع Soccerbase.com (لاعب) (الإنجليزية)